# Xinès tradicional
El xinès tradicional (繁體中文 / 繁体中文 fántǐ zhōngwén o hant segons ISO 15924) és un dels dos conjunts estàndards de caràcters xinesos impresos. Els caràcters xinesos tradicionals van aparèixer amb l'escriptura clerical durant la dinastia Han, i han estat si fa o no fa estables des del segle v durant les dinasties del Sud i del Nord.
El terme «tradicional» es fa servir per a distingir-los dels caràcters xinesos simplificats, estandarditzats pel govern de la República Popular de la Xina des dels anys 1950. L'escriptura tradicional continua utilitzant-se a Taiwan, Hong Kong, Macau i també als Estats Units i a certs països d'Amèrica, Europa i a l'Àsia-Pacífic on hi ha comunitats de descendents xineses.
El japonès, que des del segle iv va adoptar els caràcters xinesos (kanji) fa servir el xinès tradicional, amb algunes variacions esporàdiques resultants de l'evolució de la llengua.
Els caràcters tradicionals es diuen en xinès normalment fántǐzì (繁體字 / 繁体字), que literalment significa «caràcters de forma complexa». Especialment a Taiwan, algunes persones consideren que els caràcters tradicionals no són «complexos», sinó que són els caràcters correctes o ortodoxos, per la qual cosa prefereixen el terme zhèngtǐzì (正體字, 正体字), que significa «caràcters de forma correcta». El terme habitual a Occident «caràcters tradicionals» no té les connotacions negatives ni positives dels dos termes xinesos.